# Francica
Francica là một đô thị ở tỉnh Vibo Valentia trong vùng Calabria, có cự ly khoảng 50 km về phía tây namcủa Catanzaro và khoảng 6 km về phía nam của Vibo Valentia. Tại thời điểm ngày 31 tháng 12 năm 2004, đô thị này có dân số 1.666 người và diện tích là 22,7 km².
Francica giáp các đô thị: Gerocarne, Mileto, San Costantino Calabro, San Gregorio d'Ippona, Stefanaconi, Vibo Valentia.